# ام‌دی اکسپلورر
ام‌دی اکسپلورر (به انگلیسی: MD Helicopters MD Explorer) (در گذشته: مک‌دانل داگلاس ام‌دی ۹۰۰) یک بالگرد سبک ترابری دوموتوره است که در سالهای آغازین دهه ۹۰ میلادی به دست «مک‌دانل داگلاس هلیکاپتر سیستمز» طراحی و ساخته شد و امروز در شرکت ام‌دی هلیکاپترز تولید می‌شود. برای این خانواده از بالگردهای ام‌دی، دو مدل عمده با نام‌های ۹۰۰ و جانشین آن ۹۰۲ وجود دارد.

## طراحی و توسعه

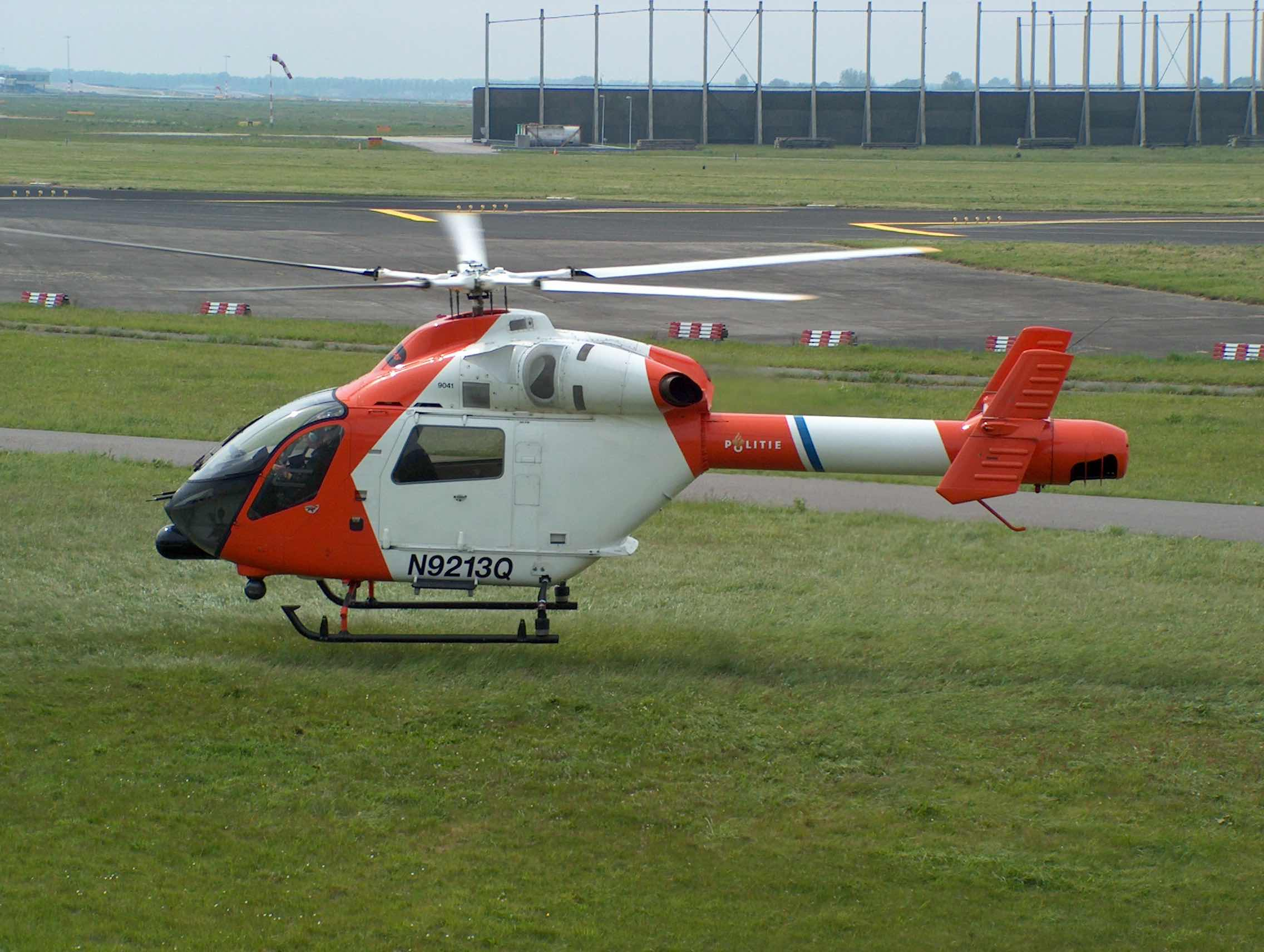
ام‌دی ۹۰۲ درحال هاور در ارتفاع ۵۰ سانتیمتر

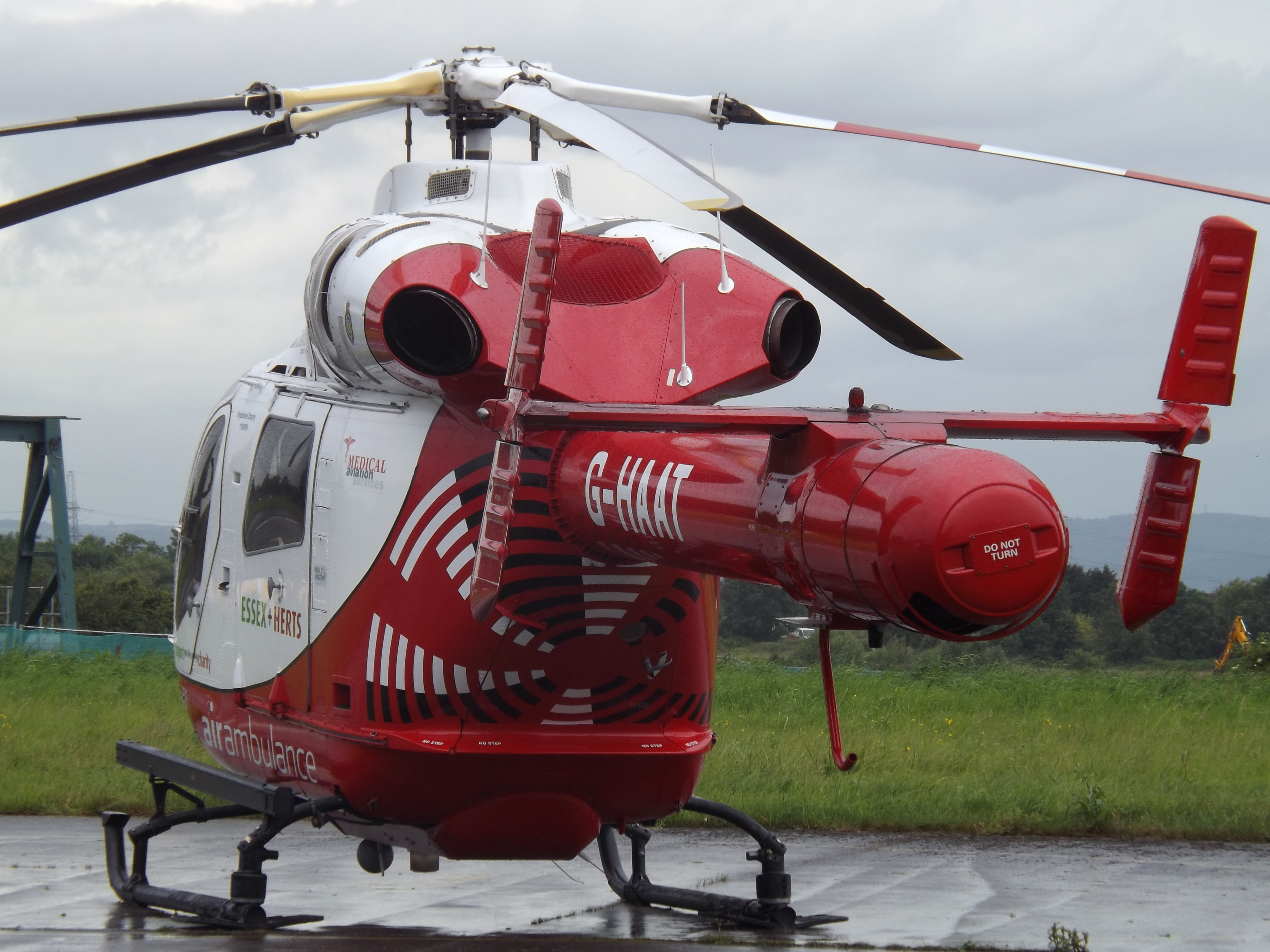
ام‌دی ۹۰۰ از نمای عقب

در سال ۱۹۸۹ میلادی شرکت مک‌دانل داگلاس برنامهٔ تولید اکسپلورر را آغاز کرد و نام آن را MDX نهاد. اکسپلورر نخستین محصول شرکت مک‌دانل داگلاس بود که از فناوری دم بی‌پروانه بهرمند بود. این شرکت تصمیم گرفت استفاده از موتورهای آلیسون مدل ۲۵۰ را که در محصولات سری ۵۰۰ و ۶۰۰ به‌کار رفته بودند کنار گذاشته و از میان دو موتور پرت اند ویتنی ۲۰۰ آمریکایی و توربومکا آریوس فرانسوی یکی را انتخاب کند. درنهایت با رد شدن «توربومکا آریوس» و ضربه خوردن به فروش شرکت، مک‌دانل داگلاس با پرت اند ویتنی کانادا برای خرید ۲۵۶ موتور 206A قرارداد بست تا ۱۲۸ فروند اکسپلورر را با آن موتورها تولید کند. نخستین پرواز در ۱۹۹۲ انجام شد و دو سال بعد در سال ۱۹۹۴ گواهی فروش را از سوی FAA گرفت و گواهی JAA نیز به فاصله کوتاهی پس از آن دریافت کرد.
در سال ۱۹۹۷ یک بروزرسانی انجام شد و موتور 206E برای آن فراهم شد که توان بالاتری در کارکرد در حالت تک‌موتوره داشت. همچنین بروزرسانی ورودی هوا، بهبود دُم بی‌پروانه، و سامانهٔ پایدارکننده بهتر به آن افزوده شد. این بروزرسانی باعث شد که بُرد مسافت بالگرد، بیشینهٔ وزن برخاست و دوام آن افزایش یابد. این مدل بهینه‌شده، با نام ۹۰۲ به بازار معرفی شد. در سال ۲۰۰۰ موتور 207E برای این بالگرد فراهم شد.
فناوری دُم بی‌پروانه ایمنی بیشتری نسبت به بالگردهای دیگر به ارمغان آورده و صدای نویز بالگرد کاهش یافته‌است. ام‌دی اکسپلورر همچنین دارای روتور بدون بلبرینگ و ملخ‌های کامپوزیت است و بدنه و دم این بالگرد از جنس فیبر کربنی است.

## گونه‌ها
MD 900 Explorer
مدل اولیه با دو موتور آمریکایی PW206A
MD 901 Explorer
با دو موتور فرانسوی «توربومکا آریوس» و اسکید سه‌گوش تولید شد. این مدل هیچ خریداری نداشت و توقف تولید شد.
MD 902
با دو موتور PW206E یا PW207E تولید شد. یک برنامه برای بروزرسانی بالگردهای قدیمی به این نسخه موجود است.
MH-90 Enforcer
نسخه نظامی برای گارد ساحلی ایالات متحده آمریکا بود که در سال ۱۹۹۸ به خدمت گرفته شد و گارد ساحلی از آن راضی نبود. بالگردها در سال ۲۰۰۰ میلادی از گارد ساحلی بازنشسته شدند.
MD 969 Combat Explorer
نسخه مسلح برای پلیس کشورها و گشت‌ها
MD 969 Armed Twin
نسخه ارتشی کاملاً مسلح است.
Swift
یک بالگرد پرسرعت شناسایی با نام «ام‌دی ۹۶۹ سوییفت» که تا سال ۲۰۲۰ در دست ساخت است.

## کاربران
بلژیک (پلیس فدرال)
 آلمان (پلیس)
 مجارستان (پلیس)
 هنگ کنگ (خدمات ترابری بالگردی)
 لوکزامبورگ (پلیس و امداد و نجات)
 مکزیک (نیروی دریایی)
 بریتانیا (آمبولانس هوایی لندن)

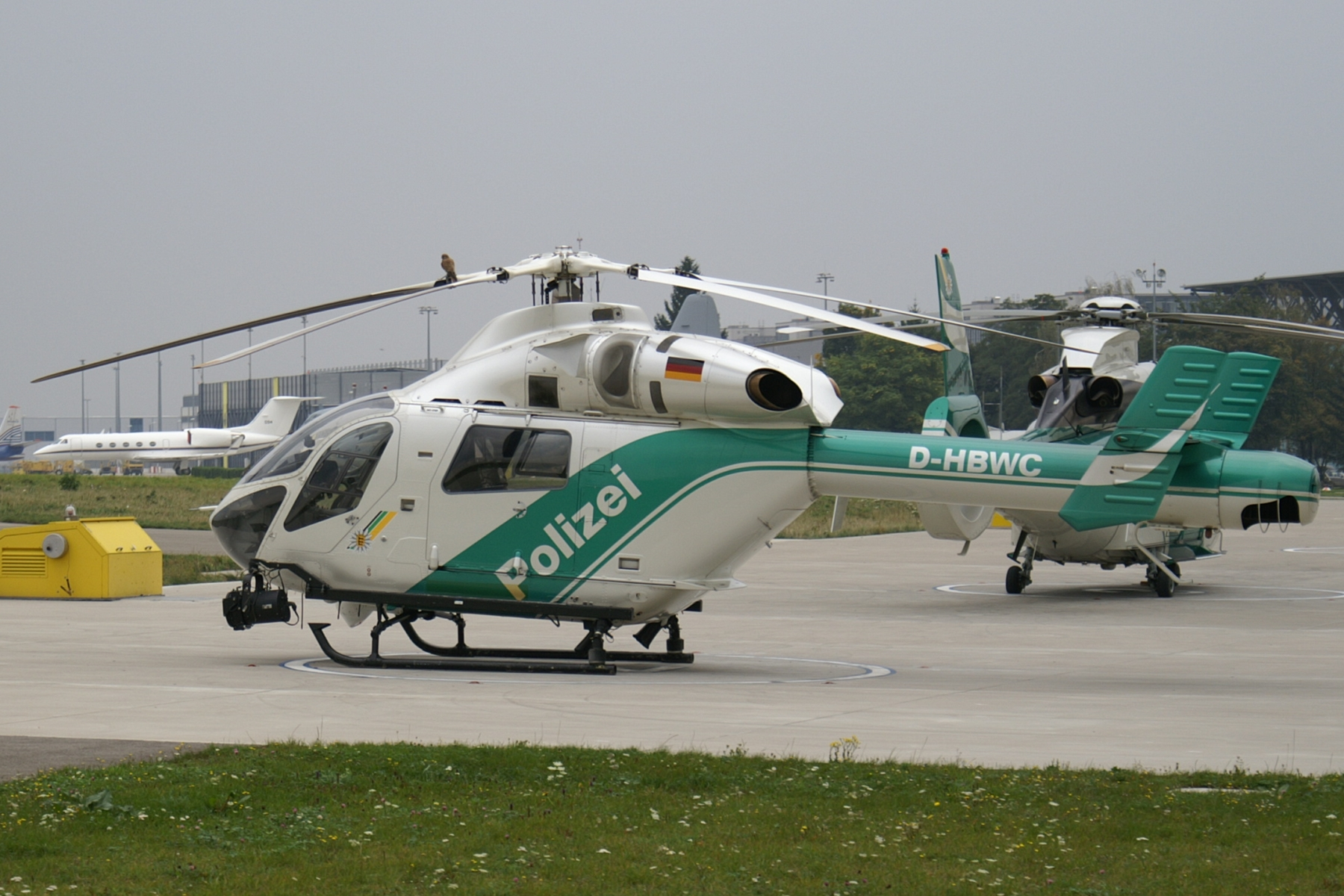
ام‌دی ۹۰۲ پلیس آلمان

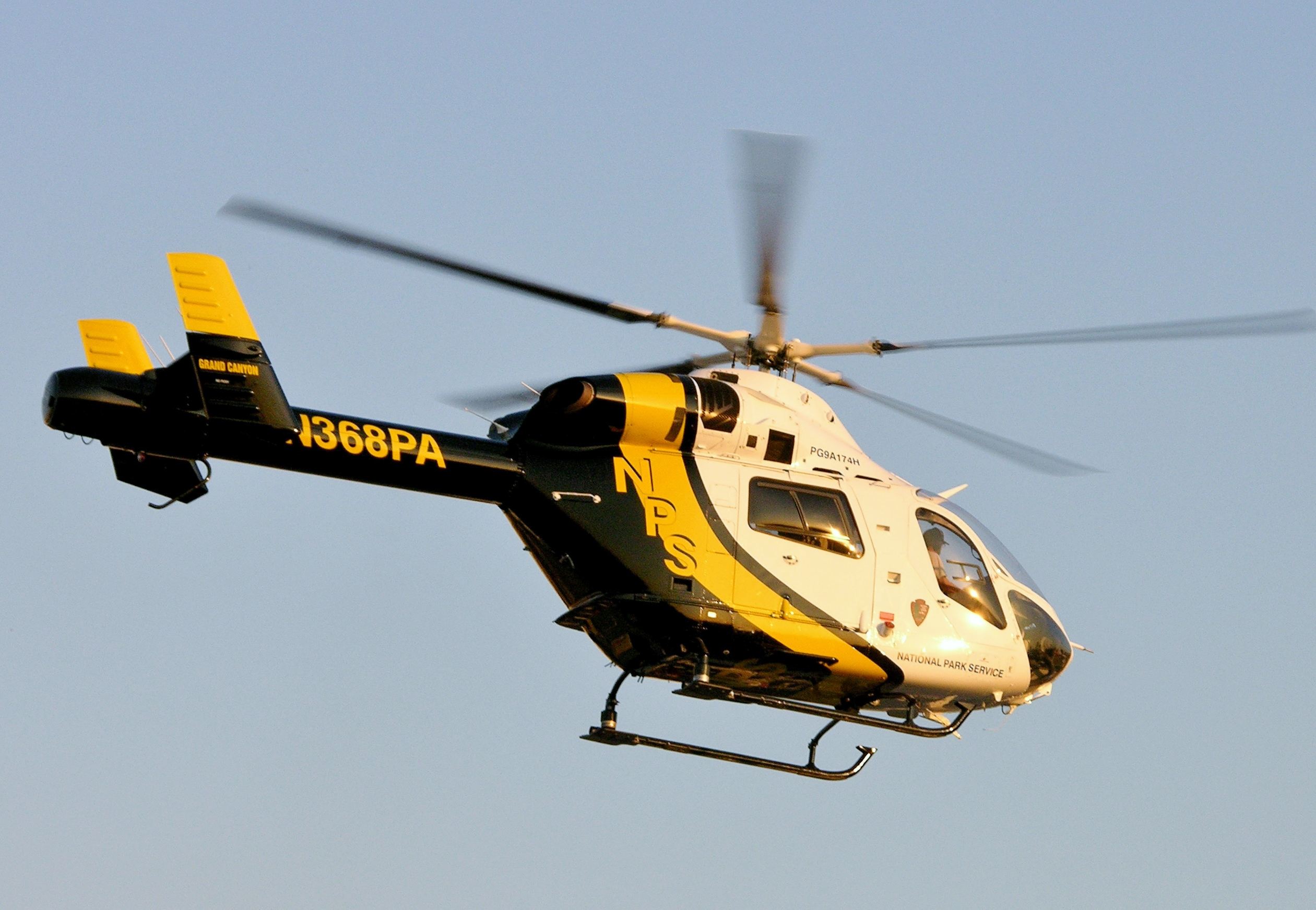
ام‌دی ۹۰۰ گشت مراقبت از پارک ملی آمریکا

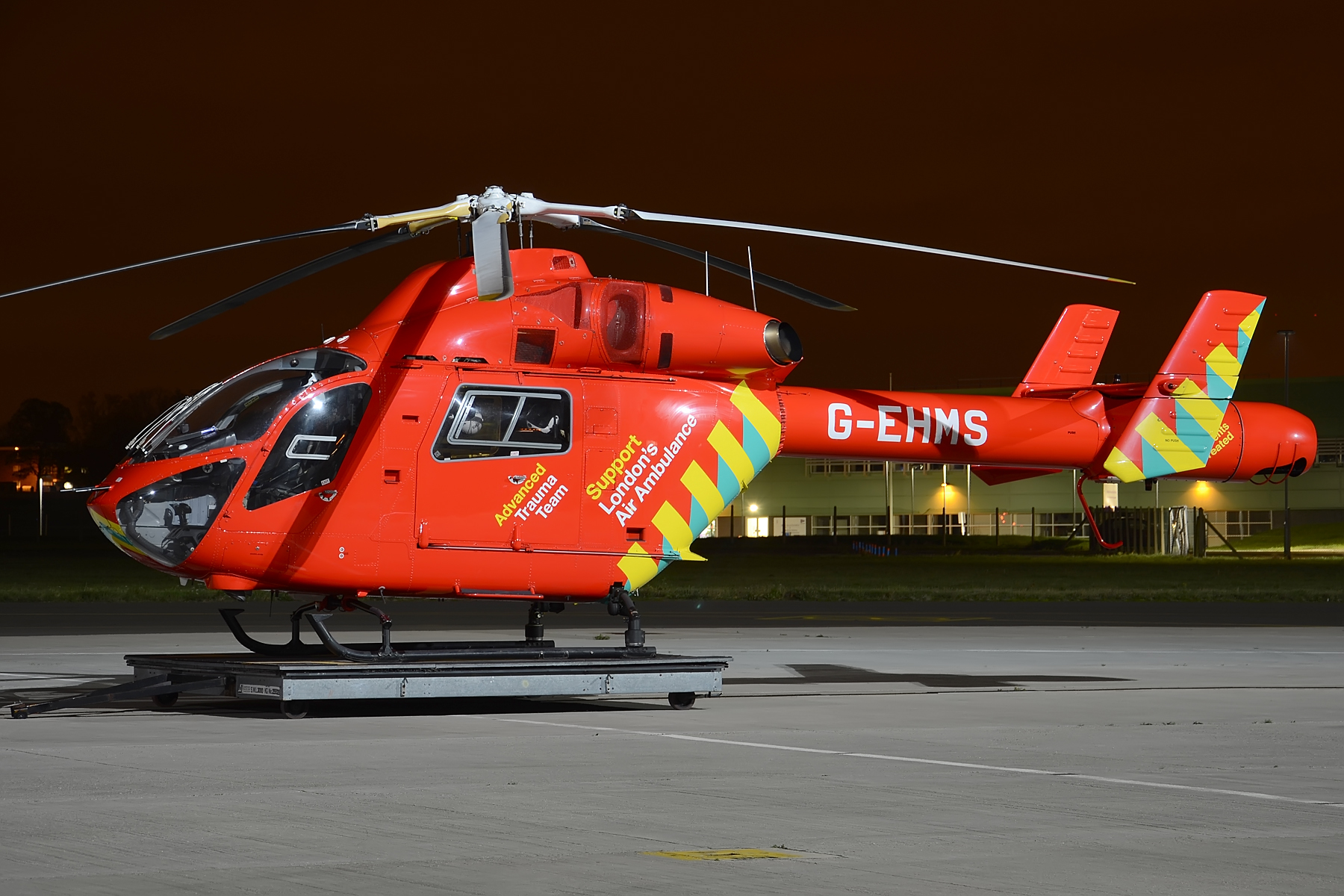
ام‌دی ۹۰۲ از آمبولانس هوایی لندن

 ایالات متحده آمریکا (آمبولانس هوایی، مبارزه با مواد مخدر، محافظت از پارک‌های ملی، بیمارستان دانشگاه میزوری)
 ژاپن (آمبولانس هوایی)

### کاربران پیشین
بریتانیا (آمبولانس هوایی کورنوال)
 ایالات متحده آمریکا (گشت ساحلی)

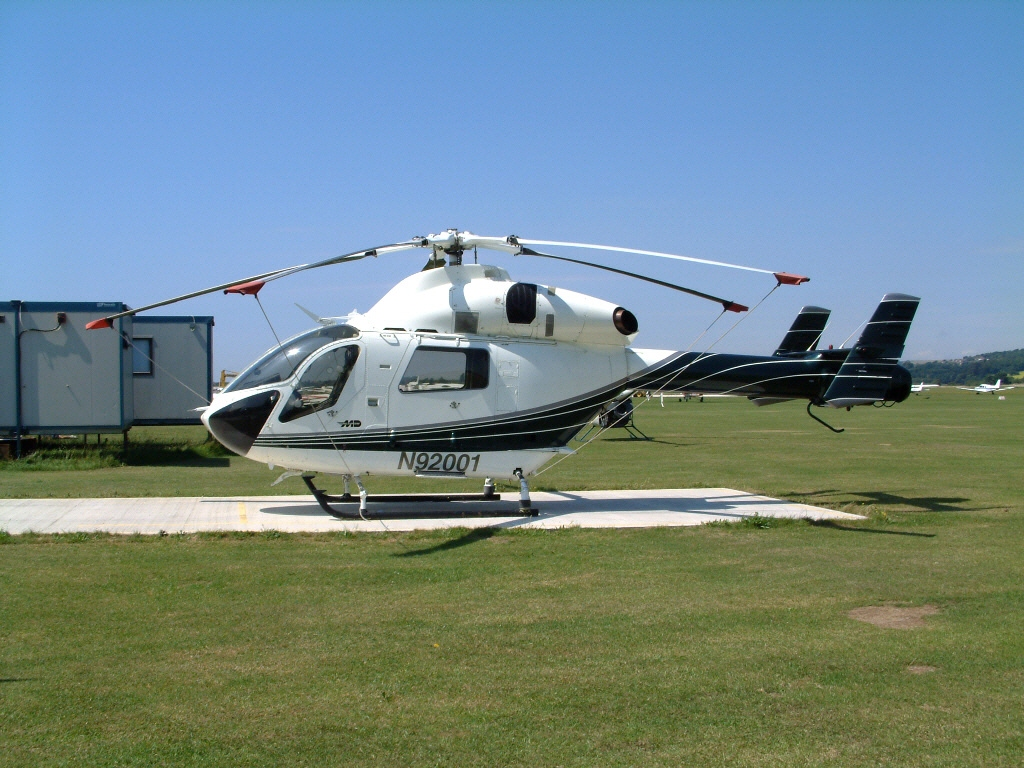
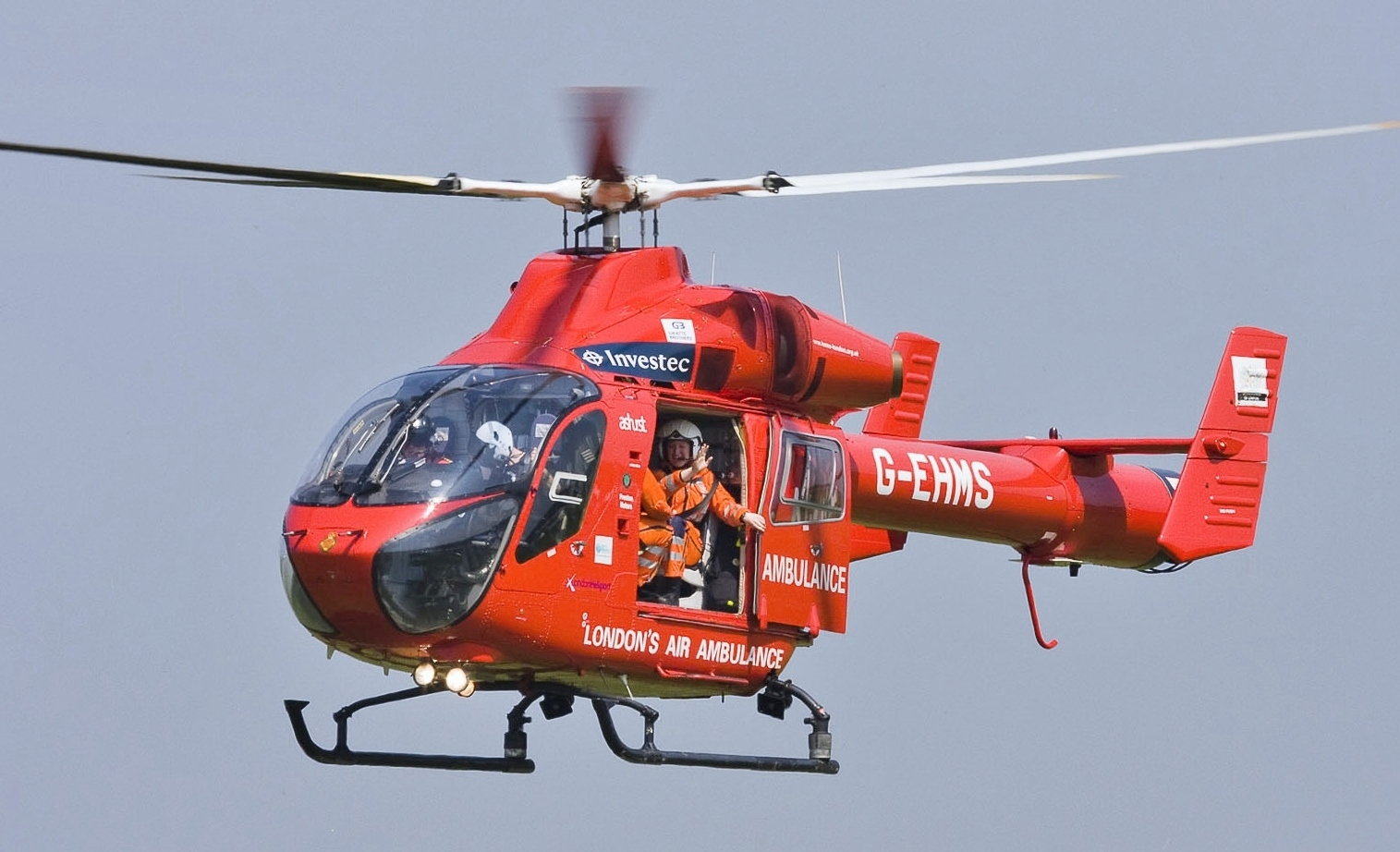
آمبولانس هوایی لندن
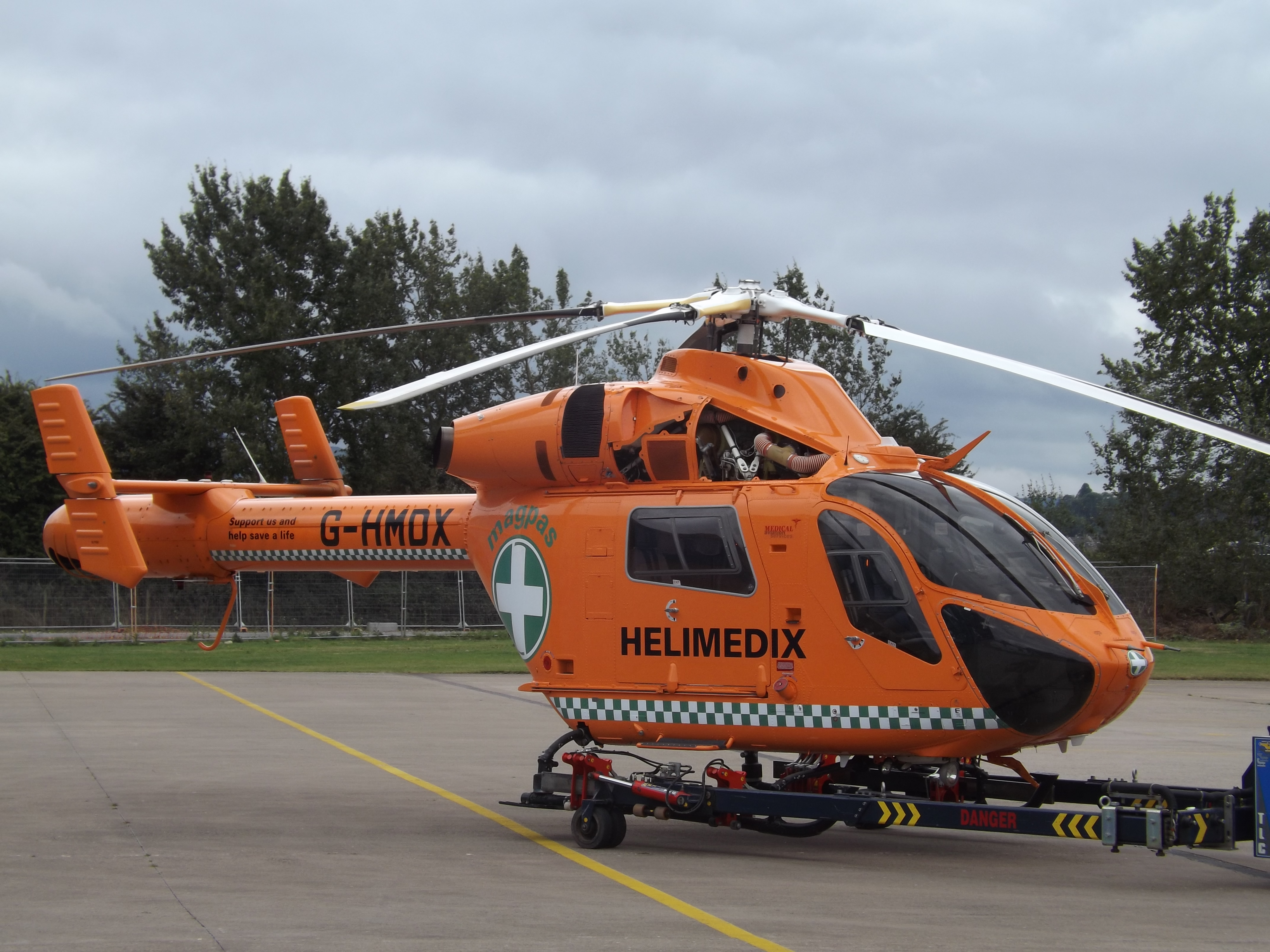
ام‌دی ۹۰۰
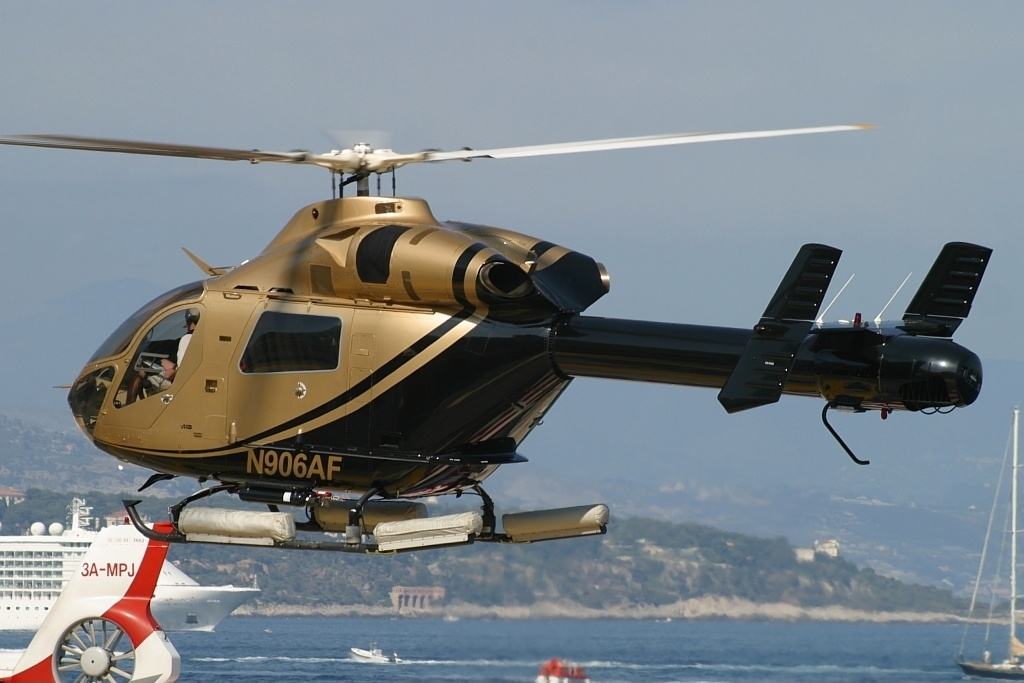
۹۰۲
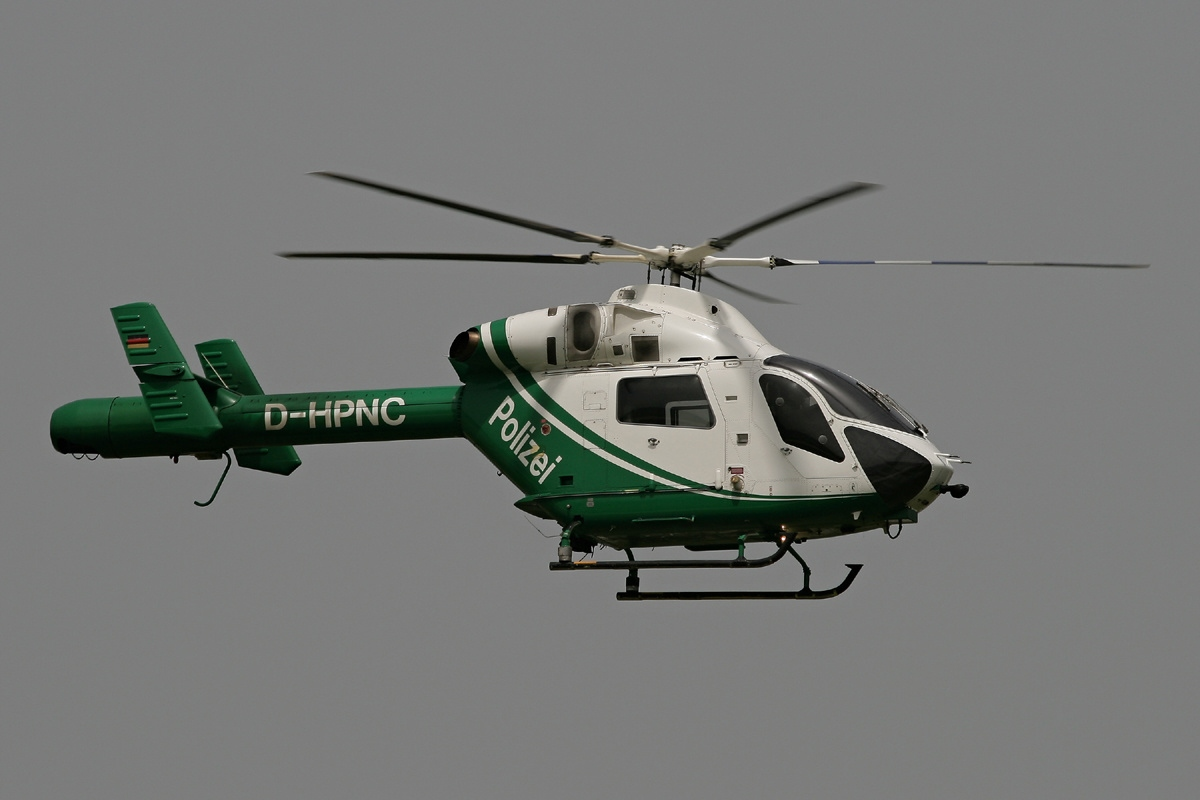
۹۰۲
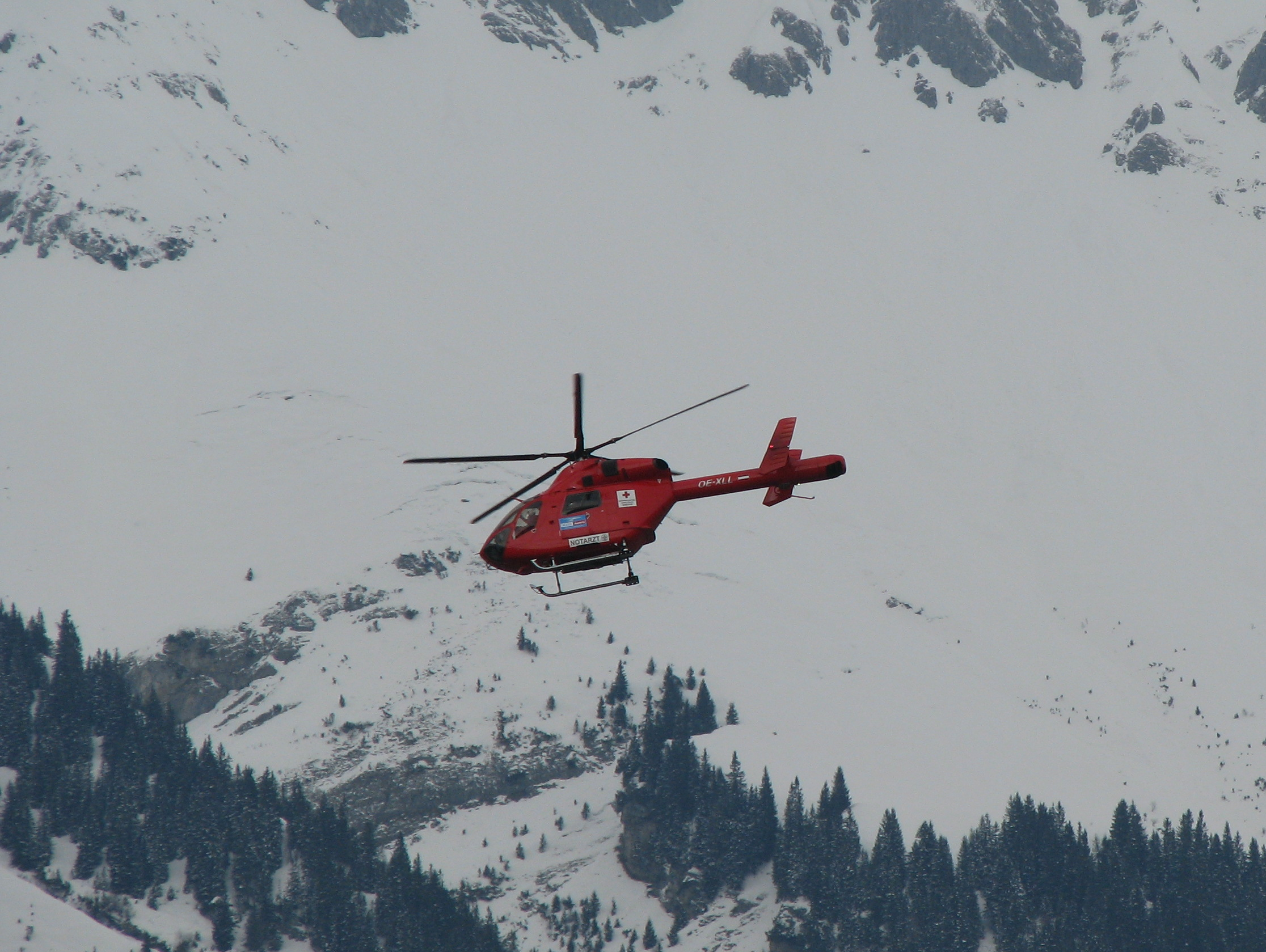
امداد و نجات لوگزامبورگ

## مشخصات

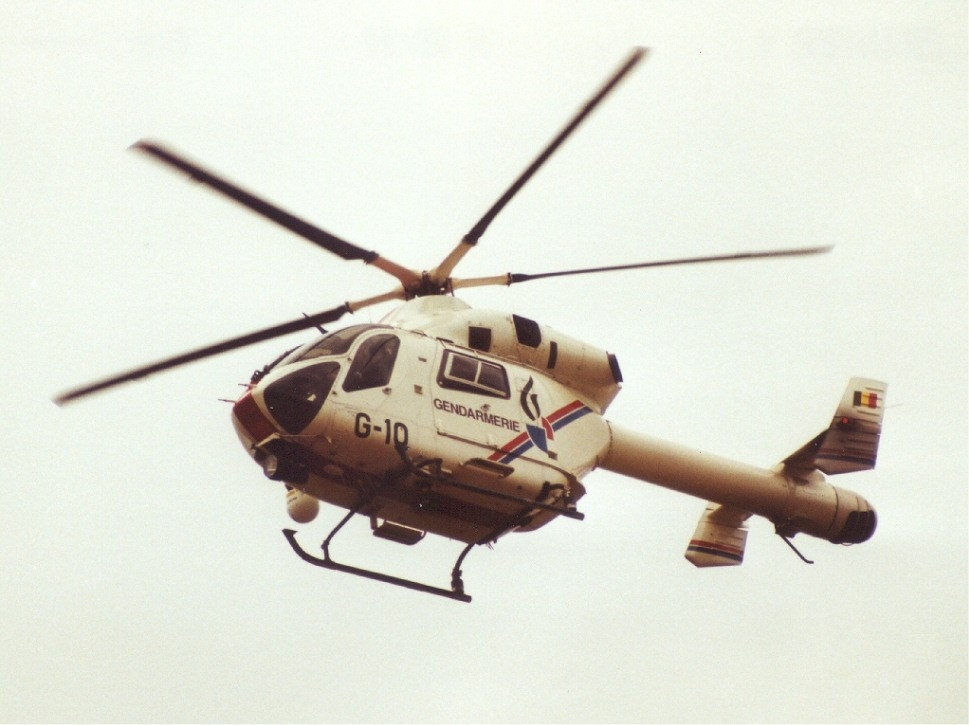
McDonnell Douglas MD-900 Explorer. Belgium - Gendarmerie/Rijkswacht

منبع اطلاعات Jane's All The World's Aircraft 2003–2004
مشخصات عمومی
- خدمه: یک یا دو خلبان
- گنجایش:  ۶ سرنشین
- :ظرفیت بارگیری  2,565 lb internal or 3,000 lb slung load (1,163 kg or 1,361 kg respectively)
- طول: 32 ft 4 in (9.85 m)
- قطر پروانه بالگرد: 33 ft 10 in (10.31 m)
- ارتفاع: 12 ft 0 in (3.66 m)
- دیسک: مساحت 899.0 sq ft (83.52 m2)
- وزن خالی: 3,375 lb (1,531 kg)
- بیشینه وزن برخاست: 6,250 lb (2,835 kg) (internal load), 6,900 lb (3,129 kg) (slung load)
- پیشرانه هواگرد: ۲× Pratt & Whitney Canada PW207E - PW206E توربوشفت, ۵۵۰ اسب بخار (410 kW) (continuous) هرکدام

 عملکرد 
- حداکثر سرعت مجاز: 140 knots (161 mph, 259 km/h)
- سرعت پیمایش: 134 knots (154 mph, 248 km/h) at sea level (max. cruise)
- برد: 293 nmi (337 mi, 542 km) at ۵٬۰۰۰ فوت (۱٬۵۰۰ متر)
- پایداری: 3 hr 12 min
- سقف پروازی: 17,500 ft (5,335 m)
- نرخ اوج‌گیری: 1,000 ft/min (5.1 m/s)
- Hover ceiling: ۱۱٬۰۰۰ فوت (۳٬۴۰۰ متر) (in ground effect, International Standard Atmosphere)